# Erasmus Akrong
Erasmus Akrong ist ein ghanaischer Handballspieler und damit der einzige Profi seines Sports in Ghana. Akrong ist Rückraumspieler.

## Karriere
Er spielte 2003 beim SC Bayer 05 Uerdingen aus Krefeld und 2005 bei Fire Academy in Ghana. Zwischenstation machte er auch beim FC Bayern München. Sein größter Erfolg mit der Nationalmannschaft war der Sieg beim 6. West African Veterans Handball Tournament in Togo 2008.